# Животът на Исус (Хегел)
Вижте пояснителната страница за други значения на Животът на Исус.
„Животът на Исус“ е заглавието на най-първата творба-есе на Хегел.

В това свое ранно произведение видният германски философ представя своята версия за Исус с неговия евангелски живот. За Хегел ключът към разбирането на земния път на Исус се крие в неговите думи от кръста: 
| „ | Боже Мой, Боже Мой! Защо си Ме оставил? | “ |

, които са предшествани от богохулствените и подигравателни думи пред разпятието на онези които го осъждат на смърт: 
| „ | и туриха над главата Му надпис, който показваше вината Му: Този е Иисус, Царят Иудейски. Тогава бидоха разпнати с Него двама разбойници: единият отдясно, а другият отляво. А минувачите Го хулеха, като клатеха глава и думаха: Ти, Който разрушаваш храма, и в три дни го съзиждаш, спаси Себе Си! Ако си Син Божий, слез от кръста! Също и първосвещениците заедно с книжниците и стареите и фарисеите се присмиваха и думаха: други спаси, а Себе Си не може да спаси. Ако Той е Цар Израилев, нека сега слезе от кръста, и ще повярваме в Него; надяваше се на Бога, нека сега Го избави, ако Му е угоден; понеже бе казал: Син Божий съм. Също Го хулеха и разбойниците, разпнати с него. | “ |

 (Мат. 27:37 – 44)

## Sitz im Leben
Дебютното произведение на Хегел се свързва се неговото богословско образование като херцогски стипендиант в университета в Тюбинген, който е център за времето си на най-изявената богословска школа – Тюбингенската. За това допринася и запознаството му с Хьолдерлин и Шелинг, с които става близък, и с които дебатира по философски и религиозни теми, както и по същностния „въпрос за свободата“. Следва и срещата му с Гьоте.